# Osso occipitale
L'osso occipitale è un osso irregolare del neurocranio, impari e mediano, a forma di conchiglia. È situato nella parte inferiore e posteriore della scatola cranica, contribuendo alla formazione della base cranica per gran parte, e per minima parte alla volta. Si articola con la prima vertebra della colonna vertebrale (atlante) e mette in comunicazione la cavità cranica con il canale vertebrale attraverso il foro occipitale (foramen magnum).

## Aspetto
L'osso occipitale ha una forma trapezoidale curvata su sé stessa. In esso si considerano:
- una squama, situata posteriormente al foramen magnum
- due parti condiloidee (o porzioni laterali), situate lateralmente al foramen magnum
- un corpo basilare, che si trova anteriormente al foramen magnum

### Foro occipitale
Il foro occipitale (o foramen magnum) è un'ampia apertura (diametro medio di 35 mm) di forma losangica-ovoidale situata nella parte inferiore dell'occipitale, alla base del cranio; il diametro maggiore è diretto in senso antero-posteriore, mentre il diametro minore si restringe anteriormente a causa dei condili. Sul foro occipitale si pongono due punti craniometrici: il basion, punto mediano del margine anteriore del foro, e l'opisthion, corrispettivo posteriore.
Il foro occipitale è l'apertura in cui il bulbo encefalico si estende nel canale vertebrale a formare il midollo spinale (il confine arbitrario tra i due è il piano passante per i due sbocchi interni dei canali dell'ipoglosso e il basion). Il foro dà passaggio anche ai nervi accessori e alle arterie vertebrali di entrambi i lati, alle arteria spinale anteriore e posteriore, alla membrana tectoria e ai legamenti alari.

### Squama
La squama è situata posterosuperiormente al gran forame occipitale ed è incurvata dall'alto verso il basso e da un lato all'altro, risultando concava endocranialmente. Vi si distinguono una superficie interna e una esterna.
La superficie interna o endocranica è fortemente concava e mostra quattro depressioni o fosse, due superiori e due inferiori, separate dal rilievo dell'eminenza crociata. Questa è costituita da due bracci (orizzontale e verticale) che, incrociandosi, formano la  protuberanza occipitale interna. Le due fosse superiori hanno forma triangolare e accolgono i lobi occipitali dei due emisferi telencefalici (fosse cerebrali), le due inferiori sono invece quadrangolari e ospitano gli emisferi cerebellari (fosse cerebellari).
Dalla protuberanza occipitale interna la branca superiore si porta verso l'alto e, da un lato di essa (solitamente il destro) si ha il solco del seno sagittale, che prosegue anteriormente lungo le ossa parietali e frontale. Ai margini di questo solco si attacca la falce cerebrale.
La branca inferiore, invece, è prominente e prende il nome di cresta occipitale interna, che si biforca presso il foro occipitale e dà inserzione alla falce cerebellare. Nel margine aderente di essa passa il seno occipitale, talvolta sdoppiato. Nella porzione superiore della cresta occipitale interna si può talvolta distinguere una piccola depressione, detta fossa vermiana, dal momento che ospita parte del verme cerebellare. I solchi trasversi si estendono da ciascun lato della protuberanza occipitale interna, portandosi agli angoli laterali dell'osso. Tali solchi ospitano i seni trasversi, e i loro margini prominenti danno attacco al tentorio cerebellare. Il solco trasverso di destra è solitamente più ampio di quello sinistro ed è in continuazione con quello del seno sagittale superiore. Eccezioni a questa differenza dimensionale non sono comunque infrequenti: il sinistro può essere più ampio del destro o i due possono essere pressoché uguali per dimensione.
L'angolo di unione del seno sagittale superiore e dei trasversi è detto confluente dei seni o torculare di Erofilo, e la sua posizione è indicata da una depressione situata su uno dei due lati della protuberanza occipitale interna.
La superficie esterna o esocranica è convessa e irregolare. Al centro presenta la protuberanza occipitale esterna (o inion), tangibile anche in vivo sotto la cute. Da essa si dipartono la cresta occipitale esterna o linea nucale mediana (spesso poco pronunciata), che dà attacco al legamento nucale e termina all'altezza del foramen magnum, e i bracci destro e sinistro della linea nucale superiore, diretti verso i processi mastoidei del temporale. Parallelamente e caudalmente a questi decorre la linea nucale inferiore, che termina nei tubercoli paracondiloidei. Superiormente alla linea nucale superiore si ha la linea nucale suprema, spesso solo vagamente accennata, per l'attacco alla galea capitis (o aponeurosi epicranica). Cranialmente a tale linea si ha il piano occipitale, ricoperto dal muscolo occipitale. Caudalmente si ha il piano nucale, che dà attacco a numerosi muscoli estrinseci della testa e del collo.
La linea nucale superiore dà origine al muscolo occipitale e al trapezio, e inserzione allo sternocleidomastoideo e allo splenio della testa. Tra la linea superiore e quella inferiore si inseriscono il muscolo semispinale della testa e l'obliquo superiore della testa, mentre la linea nucale inferiore e l'area al di sotto di essa ricevono le inserzioni del muscolo piccolo retto posteriore della testa e grande retto posteriore della testa.
La membrana atlo-occipitale posteriore si attacca attorno alla porzione posterolaterale del foro occipitale, appena esternamente al suo margine.

### Base

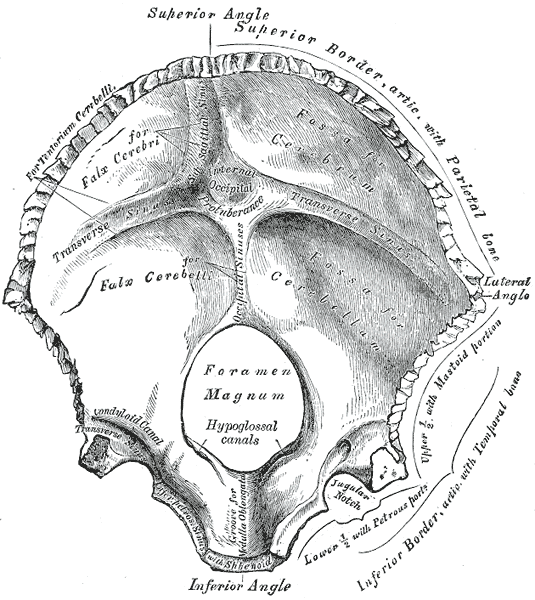
Faccia endocranica dell'osso occipitale

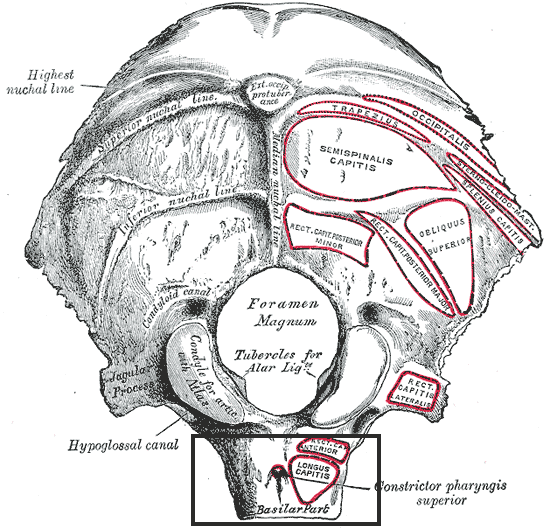
Faccia esocranica dell'osso occipitale

La porzione basilare è posta anterosuperiormente al foro occipitale e si restringe procedendo da dietro in avanti, creando una doccia (clivo) in continuità con il dorso della sella dello sfenoide, a formare il clivo sfenooccipitale. Questa porzione è approssimativamente quadrilatera. Nel cranio giovane è rugosa e irregolare ed è collegata al corpo dello sfenoide da una lamina di cartilagine. Entro il venticinquesimo anno di età questa lamina è completamente ossificata (sinostosi) e le due ossa sono saldate insieme.
La superficie esterna, inferiore, presenta, a circa 1 cm dal basion, il tubercolo faringeo, che dà attacco al rafe fibroso della faringe. Da ciascun lato della linea mediana si inseriscono i muscoli lungo della testa e retto anteriore della testa e, immediatamente di fronte al foro occipitale, si attacca la membrana atlo-occipitale anteriore.
La superficie interna, superiore, presenta un ampio solco, poco profondo, che si inclina verso l'alto e in avanti a partire dal foramen magnum. Esso supporta il midollo allungato (o bulbo) e la parte caudale del ponte di Varolio. Presso il margine del foro, dà attacco alla membrana tectoria e, sui margini laterali di questa superficie si possono notare solchi appena accennati dovuti al passaggio del seno petroso inferiore.

### Parti condiloidee
Le parti condiloidee sono situate lateralmente al foro occipitale. La loro faccia inferiore presenta i condili occipitali, che offrono l'articolazione d'appoggio con le faccette articolari superiori della prima vertebra cervicale (atlante). I condili sono ovali o reniformi e le loro estremità anteriori, dirette medialmente, sono più vicine tra loro che non quelle posteriori e si spingono presso la porzione basilare dell'osso. Le estremità posteriori si estendono fino a metà del foramen magnum.
Le superfici articolari sono convesse sia anteroposteriormente sia da un lato all'altro, e guardano laterocaudalmente. Ai loro margini sono attaccate le capsule articolari delle articolazioni atlo-occipitali e il lato mediale presenta una impressione ruvida o un tubercolo per il legamento alare.
Alla base di ciascun condilo l'osso è perforato da un breve canale, detto canale dell'ipoglosso (o foro condiloideo anteriore). Questo origina dalla superficie craniale dell'osso, immediatamente al di sopra del foramen magnum, e si dirige lateralmente e anteriormente, sopra il condilo. Può essere parzialmente o completamente diviso in due da una spicola ossea. Dà passaggio al nervo ipoglosso, che dalla cavità cranica si porta esternamente, e all'arteria faringea ascendente, che invece compie il percorso opposto.
Posteriormente ai condili si riscontra una depressione, la fossa condiloidea, che riceve il margine posteriore delle faccette articolari superiori dell'atlante quando la testa è estesa (ovvero piegata all'indietro). Il fondo di tale fossetta è talvolta perforato dal canale condiloideo, che dà passaggio a una vena emissaria dal seno trasverso.
Lateralmente alla metà posteriore di ogni condilo si ha una lamina ossea quadrilatera, che prende il nome di processo giugulare, posta di fronte all'incisura giugulare che, nel cranio articolato, forma la parte posteriore del foro giugulare (o foro lacero posteriore). Tale incisura può essere divisa in due da una spicola ossea (detta processo intragiugulare), che si proietta lateralmente al di sopra del canale dell'ipoglosso. La superficie inferiore del processo giugulare è irregolare e dà attacco al muscolo retto laterale della testa e al legamento atlo-occipitale laterale. Da questa superficie si proietta talvolta verso il basso un'eminenza, detta processo paramastoideo, che può essere di lunghezza sufficiente a raggiungere il processo trasverso dell'atlante e articolarsi con esso.
Lateralmente, il processo giugulare presenta una area ruvida di forma quadrilatera o triangolare, che è unita alla superficie giugulare dell'osso temporale da una lamina cartilaginea, che va incontro a sinostosizzazione entro il venticinquesimo anno di età.
La superficie craniale delle parti condiloidee presenta un'eminenza ovale, il tubercolo giugulare, che è posto al di sopra del canale dell'ipoglosso e talvolta è incrociato da un solco obliquo dovuto al passaggio dei nervi glossofaringeo, vago e accessorio. Sulla superficie superiore del processo giugulare si trova un solco profondo, detto solco sigmoideo, che curva anteromedialmente ed è in continuazione con l'incisura giugulare. Esso ospita la parte terminale del seno trasverso (che prende il nome di seno sigmoideo).

### Angoli
L'angolo superiore dell'osso occipitale si articola con gli angoli occipitali delle ossa parietali e, nel cranio fetale, corrisponde alla fontanella posteriore (o lambdoidea).
L'angolo inferiore è fuso con il corpo dello sfenoide.
Gli angoli laterali sono situati alle estremità dei solchi per i seni trasversi: ognuno è accolto all'interno della discontinuità tra l'angolo mastoideo dell'osso parietale e dalla porzione mastoidea dell'osso temporale.

### Margini
I margini superiori si estendono dall'angolo superiore a quelli laterali. Sono profondamente indentati per l'articolazione con i margini occipitali delle ossa parietali, e formano con questa unione la sutura lambdoidea.
I margini inferiori si estendono dagli angoli laterali a quello inferiore. La metà superiore di ciascun margine si articola con la porzione mastoidea dell'osso temporale corrispondente, la metà inferiore con la porzione petrosa dello stesso osso.
Queste due porzioni del margine inferiore sono separate l'una dall'altra dal processo giugulare di cui l'incisura sulla superficie anteriore forma la parte posteriore del forame giugulare.

## Articolazioni
L'osso occipitale si articola tramite suture con tre ossa del cranio, e tramite condiloartrosi con le masse apofisarie dell'atlante.
- Anteriormente congiunge la sua parte di clivo con quella dell'osso sfenoide tramite una sinostosi. Più lateralmente si articola con l'osso temporale formando il margine petromastoideo: la parte petrosa di tale margine contribuisce alla formazione del foro giugulare (o foro lacero posteriore)
- Posteriormente l'occipitale si unisce ai due parietali tramite la sutura lambdoidea, trovando apice nel lambda.

## Ossificazione

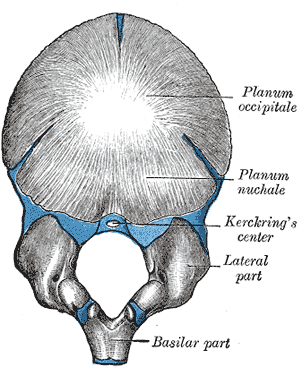
L'osso occipitale alla nascita

Il piano occipitale della squama dell'osso ha ossificazione intramembranosa, e può rimanere separato per tutta la vita quando costituisce l'osso interparietale. Il numero dei centri di ossificazione per tale porzione è di due, uno per ciascun antimero. Essi appaiono attorno al secondo mese di sviluppo.
Il resto dell'osso si sviluppa a partire dalla cartilagine. Il piano nucale della squama si ossifica da due centri, che appaiono attorno alla settima settimana di vita intrauterina e presto vanno a unirsi in un singolo pezzo. L'unione tra le porzioni superiore e inferiore della squama ha luogo durante il terzo mese di vita del neonato.
Un centro presente in maniera discontinua (detto centro di Kerckring) appare presso il margine posteriore del foramen magnum durante il quinto mese e va a formare un ossicino separato (talvolta doppio), che si unisce con il resto della squama prima della nascita.
Ognuna delle porzioni condiloidee inizia a ossificarsi da due centri durante l'ottava settimana di vita fetale. La porzione basilare si ossifica a partire da un centro che appare attorno alla sesta settimana in utero.
Tra il secondo e il quarto anno circa la squama e le due porzioni laterali si uniscono, e attorno al sesto anno l'osso consiste di un singolo pezzo. Tra il diciottesimo e il venticinquestimo anno di età, l'occipitale e lo sfenoide si uniscono a formare un unico osso.

## Galleria d'immagini

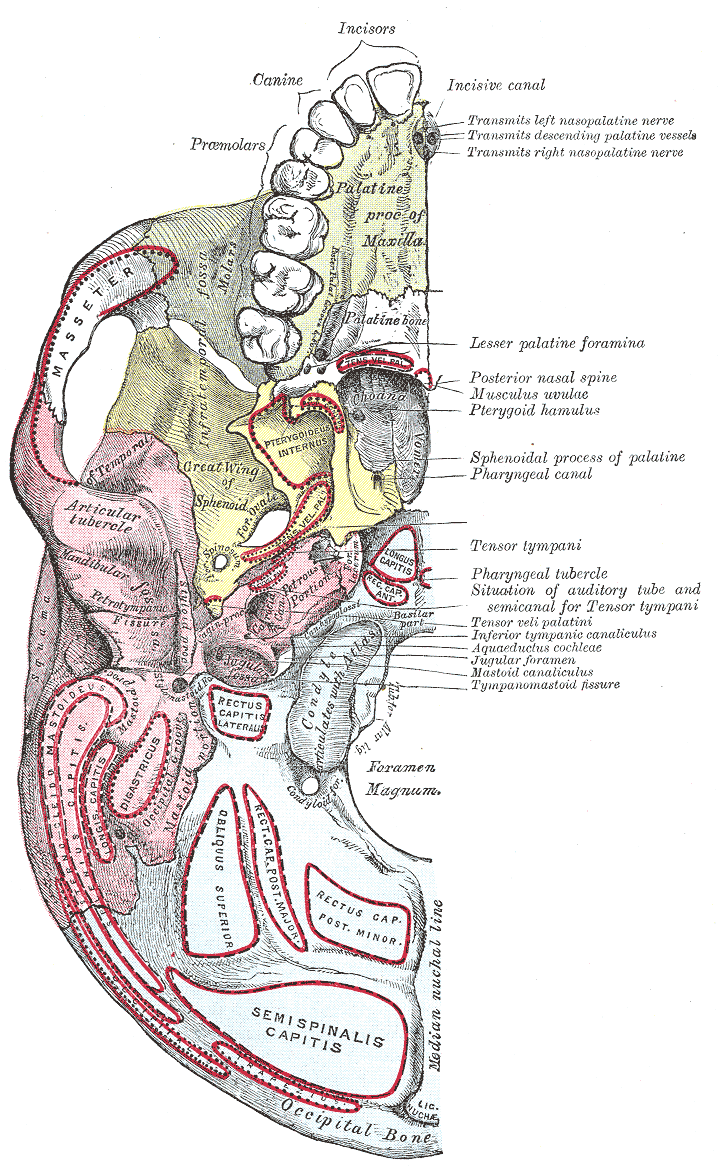
Base cranica. Superficie caudale
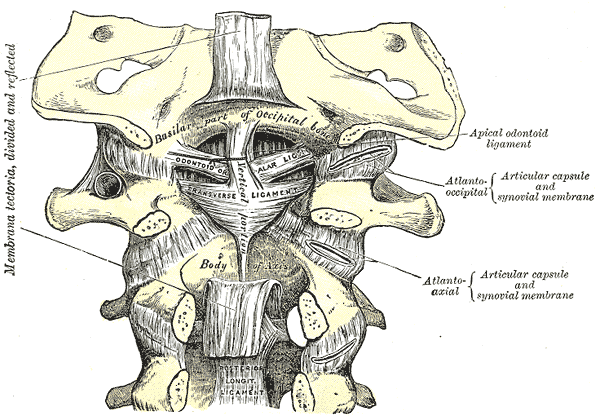
Membrana tectoria e legamenti trasverso e alari
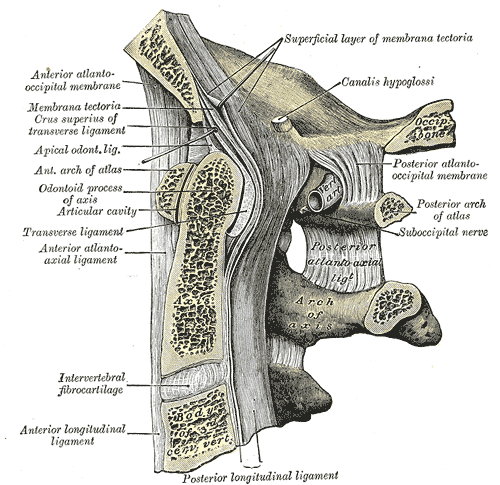
Sezione sagittale mediana dell'osso occipitale e delle prime tre vertebre cervicali
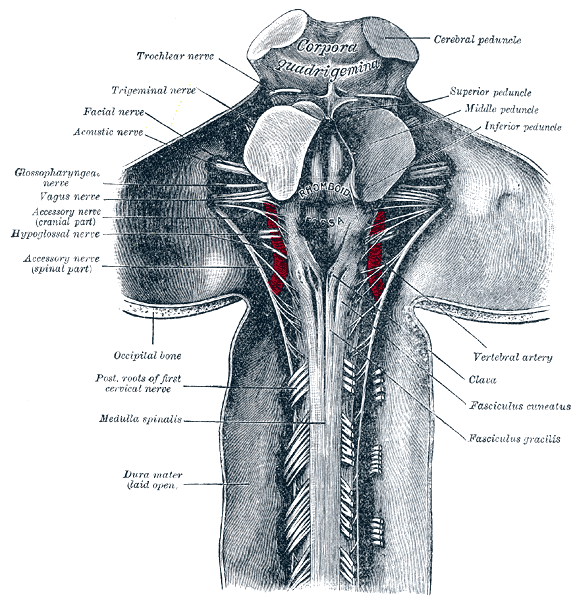
Vista dorsale di porzione superiore del midollo spinale e tronco encefalico esposti in situ
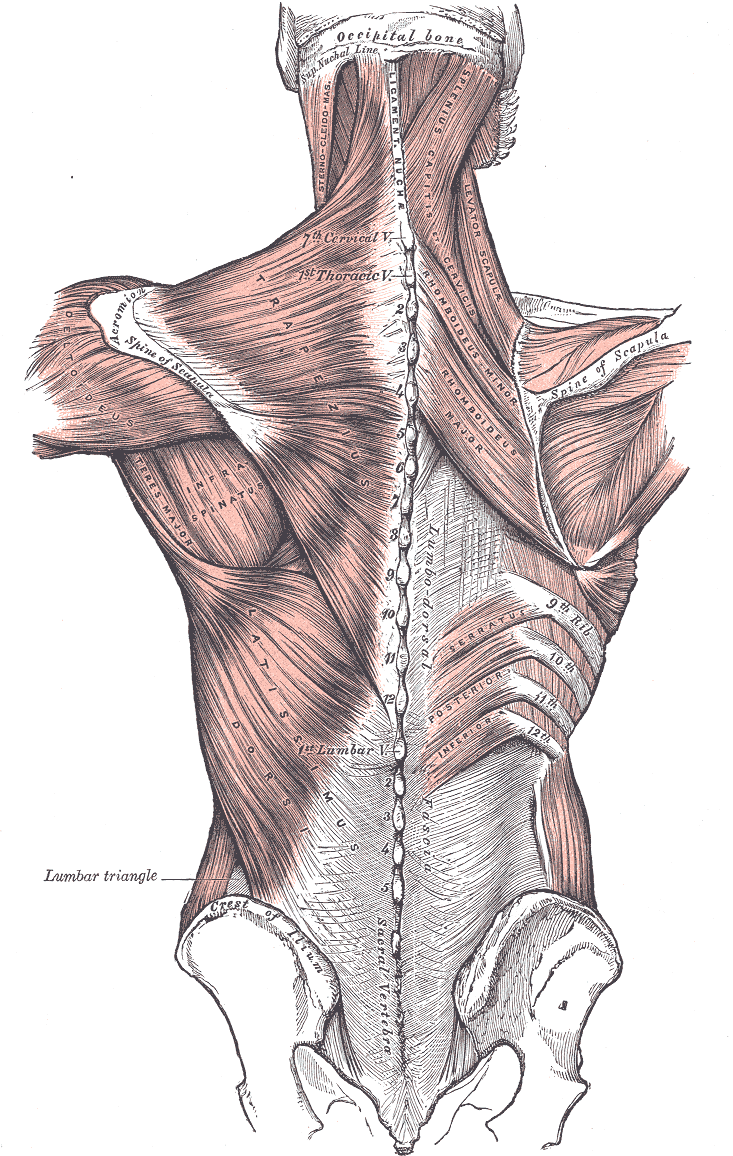
Muscoli del dorso
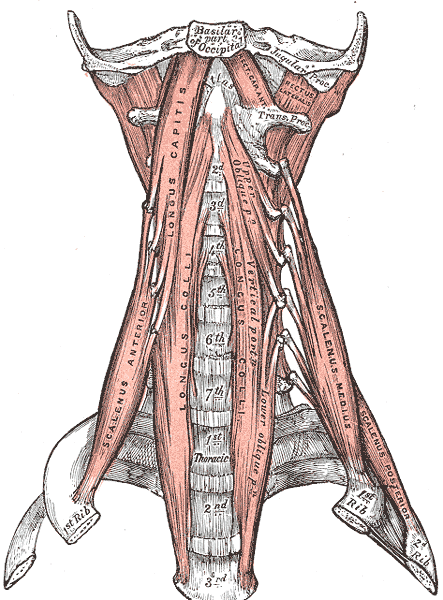
Muscoli vertebrali anteriori

## Negli altri animali
L'osso occipitale fa parte dell'endocranio, la porzione più basale del cranio. Nei pesci cartilaginei e negli agnati l'occipitale non forma un elemento separato, ma persiste come parte del condrocranio per tutta la vita. Nella maggior parte dei vertebrati superiori, il foramen magnum è circondato da un anello di quattro ossa. L'osso basioccipitale è situato di fronte all'apertura, i due esoccipitali di fianco a essa da entrambi i lati, e il più grande sopraoccipitale posteriormente, e forma almeno parte della porzione posteriore del cranio. In molti pesci ossei e anfibi, il sopraoccipitale non è mai ossificato, e rimane come cartilagine per tutta la vita. Il basioccipitale e gli esoccipitali assomigliano in qualche modo al centro e agli archi neurali di una vertebra, e si formano in un modo simile nell'embrione. Presi assieme, queste ultime ossa formano solitamente un singolo condilo circolare concavo, per l'articolazione con la prima vertebra.
Nei mammiferi, tuttavia, il condilo si è diviso in due, una struttura visibile altrimenti solo in pochi anfibi. La maggior parte dei mammiferi posseggono anche un singolo osso occipitale fuso, formato dai quattro elementi separati attorno al foro occiupitale, assieme alle ossa postparietali appaiate, che formano la porzione posteriore della volta cranica in altri vertebrati.